# بنك الشهر
بنك الشّهر هو أحد البنوك الخاصة في إيران التي بدأت عملياتها رسميًا في ٩ فبراير ٢٠٠٩. في الماضي، قدم هذا البنك خدمات مالية تحت أسماء "التعاونية الفنية الشّهر" و "التعاونية الائتمانية الشّهر".
تم تأسيس بنك الشّهر بواسطة بلدية طهران، وتعود أسهمه بشكل رئيسي إلى بلديات مدن ومناطق حضرية مختلفة، موظفي البلديات، وجزء من الجمهور الإيراني.
في عام ٢٠١٤، سجل أكبر نمو في الموارد بين البنوك الخاصة. للبنك فروع في العديد من مدن إيران.

## التاريخ
تم تأسيس مؤسسة الشّهر الائتمانية والمالية بتفويض من البنك المركزي وبأسهم مملوكة من قبل بلدية طهران وبلديات أخرى في المناطق الحضرية الإيرانية. بدأت عملياتها الرسمية في ٩ فبراير ٢٠٠٩ برأس مال أولي قدره ١.٥ تريليون ريال إيراني.
كان الدافع الرئيسي وراء تأسيس هذا البنك هو تلبية حاجة البلديات إلى تمويلات ضخمة، والسيولة، ورأس المال لتغطية تكاليف التنمية الحضرية، بهدف تحقيق الاكتفاء الذاتي في إدارة المدن.
بعد جهود كبيرة من قبل المديرين التنفيذيين لبلدية طهران وبلديات المناطق الحضرية الأخرى، وزيادة رأس المال من قبل المساهمين إلى ٢ تريليون ريال، وافق البنك المركزي، بالتنسيق مع المجلس الأعلى للنقد والائتمان، على تسجيل بنك الشّهر في ٨ فبراير ٢٠١٠. وافتتح البنك رسميًا في ٨ مارس ٢٠١٠.
بعد عامين من تأسيسه، رفع المساهمون رأس مال البنك إلى ٤ تريليون ريال لتوفير السيولة اللازمة. وظل هذا المبلغ حتى عام ٢٠١٣، عندما تم زيادة رأس المال إلى ٧.٩ تريليون ريال في يوليو. وفي ديسمبر ٢٠١٥، وصل رأس المال إلى ١٥.٥٧٣ تريليون ريال.

## المساهمون

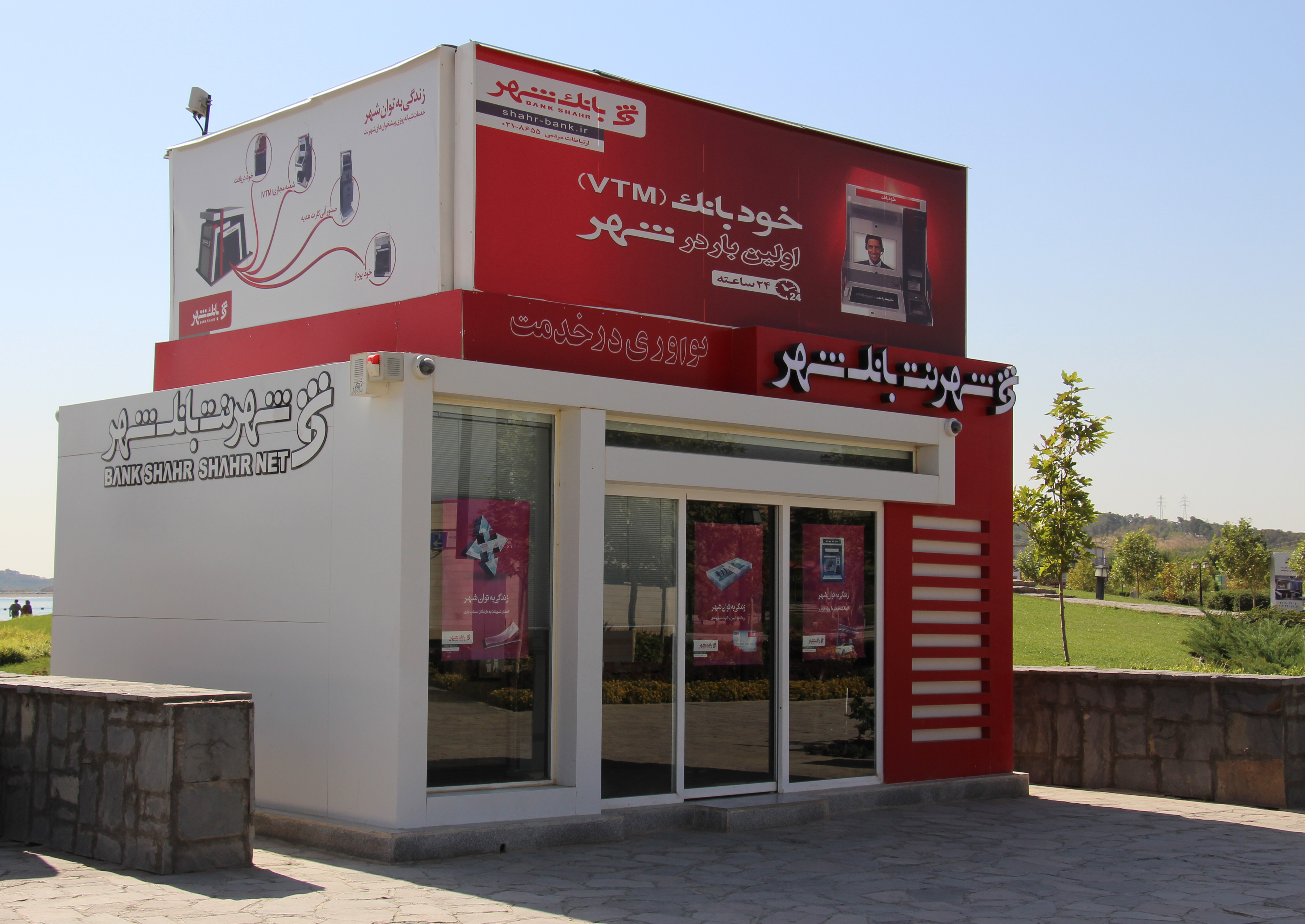
أكشاك بنك الشّهر في الأماكن العامة

وفقًا للتقارير التي نشرها البنك، يتم تداول حوالي ٣٠٪ من أسهم بنك الشّهر بشكل علني. جزء من الأسهم مملوك من قبل موظفي الشركات التابعة لبلدية طهران، موظفي المنظمات البلدية في المناطق الحضرية الأخرى، وأفراد خاصين. المساهمون الرئيسيون في بنك الشّهر مذكورون أدناه:
- بلدية طهران
- بلدية شيراز
- شركة الإنتاج والتوزيع التعاونية لموظفي بلدية طهران
- بلدية أصفهان
- صندوق احتياطي موظفي بلدية طهران
- بلدية قزوين
- بلدية مشهد
- بلدية قم
- بلدية كرج
- بلدية الأهواز
- بلدية تبريز

## الشركات التابعة
لبنك الشّهر أربع شركات تابعة: شركة قابضة مالية واقتصادية مع ثمانية شركات فرعية، شركة قابضة لتقنية المعلومات مع ثلاث شركات تابعة، شركة قابضة صناعية وتعدينية وطاقة مع شركتين فرعيتين، وأربع شركات مستقلة تحت هيكلها.

### القابضة للبناء والتنمية الحضرية
- شركة جهان للإسكان والبناء
- شركة بيدار سيتي للبناء والإعمار
- شركة كيش أتييه للتجارة والإسكان والتنمية الحضرية
- شركة تجديد مدينة طهران

### القابضة المالية والاقتصادية
- شركة شَهر أتييه للاستثمار
- شركة شَهر للوساطة
- شركة تامادون لتطوير رأس المال
- شركة شَهر آيين لتطوير السياحة
- شركة شَهر للتأجير
- مجموعة شَهر المالية
- شركة خدمات التأمين شَهر

### القابضة لتقنية المعلومات
- شركة شَهر للتنمية والابتكار
- شركة شَهر للاستراتيجية الذكية
- شركة الشبكة التقنية الآمنة (فاش)

### القابضة للصناعات والتعدين والطاقة
- مجموعة شَهر لتطوير الصناعات والتعدين
- شركة جهان للاقتصاد والاستثمار المستقبلي

## الهيكل

### مجلس الإدارة
يتكون مجلس إدارة بنك الشّهر من سبعة أعضاء:
سيد محمد مهدي أحمدي (المدير التنفيذي وعضو المجلس)،
بارات كريمي (الرئيس)،
جواد عطّاران (عضو المجلس)،
حسام حبيب الله (عضو المجلس)،
رضا يريفارد (عضو المجلس)،
مهدي مرزا محمدي (عضو المجلس)،
ووحيد محمد رضا خاني (عضو المجلس).

## الرسالة والرؤية والقيم والأهداف الاستراتيجية

### الرسالة[17]
يشارك بنك الشّهر في الأنشطة المالية والنقدية والاستثمارية عبر مختلف قطاعات صناعة المصارف الإيرانية. يهدف إلى التواجد النشط في الأسواق المحلية والدولية، وتقديم خدمات مميزة. ستتم تقديم خدمات البنك الفريدة والمبتكرة والمتنوعة من خلال نماذج أعمال مخصصة لخدمة العملاء الأفراد والشركات، محليًا ودوليًا. يساعد هذا النهج الذي يركز على العملاء في تسهيل المرونة والمرونة لتحقيق التميز التنظيمي والعمليات المهنية.
نعتبر بناء الثقة، والتفكير الإبداعي، والصدق، والسرية، والولاء مسؤولياتنا الأساسية، ونفخر بوجود موظفين متعلمين، ومبدعين، وأمناء ومتخصصين.
نعتبر العملاء شركاء لنا واهتماماتهم هي اهتماماتنا. استنادًا إلى ذلك، نتعاون ونتكامل مع إدارة المدن والمنظمات التابعة لها لتعزيز القدرات التنموية الوطنية والمسؤوليات الاجتماعية المشتركة.
يعد التميز في تقديم الخدمة والسرعة في أي وقت ومكان، باستخدام تكنولوجيا المعلومات، وتقليل التكاليف التنظيمية التي تضمن مصالح أصحاب المصلحة لدينا وضمان الربحية المستدامة، أهدافًا أساسية للبنك.
هدف آخر يسعى البنك لتحقيقه هو تحسين وتمكين المنظمة، والمديرين، والموظفين للوصول إلى موقع رائد بين البنوك الخاصة.

### الرؤية[17]
1. ملتزمون ومتميزون في خلق قيمة مضافة للمستفيدين
2. الريادة بين البنوك الخاصة
3. الالتزام بالمبادئ وأخلاقيات المصارف المهنية
4. توسيع الأنشطة الخاصة بالعملات الأجنبية
5. تطوير وتقديم خدمات مصرفية حديثة وتصميم أدوات جديدة لتقديم الخدمة
6. الحضور الفعّال في السوق وتلبية احتياجات العملاء في أسرع وقت ممكن
7. جذب العملاء والاحتفاظ بهم
8. تحقيق الشعار "كل فرع هو بنك" لتحقيق ربحية أكبر

### القيم[17]
- الالتزام بمبادئ المصارف الإسلامية
- احترام كرامة الإنسان والمساواة
- التوجه نحو العميل وتعزيز دورة حياة العميل والمنظمة
- الأمانة، السرية، الصدق، الولاء، وكسب الثقة
- دعم التنمية الحضرية والمشاريع البنية التحتية من أجل رفاهية المواطنين
- دعم رواد الأعمال وتعزيز الشركات المعتمدة على المعرفة من أجل التنمية الوطنية والنمو الاقتصادي
- الربحية وتعظيم استفادة أصحاب المصلحة من خلال التنافس القائم على الكفاءة
- ضمان أمن وصحة ورفاهية وتمكين الموظفين كأصول أساسية للبنك
- تعزيز روح المشاركة والعمل الجماعي داخل المنظمة
- التميز التنظيمي والنظام وفقًا للمعايير المصرفية
- الإبداع، التعلم، الابتكار، والتحديث التنظيمي
- إقامة تفاعل بنّاء ومتناسق ومستدام بين الربحية والنمو الاقتصادي الوطني
- المرونة والقدرة على التكيف في التنافسية والقدرة المهنية

### الأهداف الاستراتيجية[17]
تماشيًا مع مهمتها التنظيمية وواجباتها ولتقديم خدمات مصرفية عالية الجودة، يعلن بنك الشّهر التزامه بالقوانين، واللوائح، والتحسين المستمر للعمليات، بالإضافة إلى رؤيته، مهمته، وقيمه الأساسية، وسياساته كما يلي:
الرؤية:
"الاختيار الأول للمواطنين في المدن الكبرى الإيرانية مع التركيز على ابتكار الخدمات."
المهمة:
"توفير الخدمات المالية والنقدية والاستثمارية من أجل التنمية المستدامة لجودة حياة المجتمع الحضري."
القيم الأساسية:
"الابتكار والتنوع، الشفافية، الاحترام المتبادل والثقة، التعاون، العمل الجماعي، والالتزام بالمجتمع."
السياسة:
- المساهمة في نمو وتطور الاقتصاد الحضري من خلال تطبيق الأساليب المبتكرة، وتحسين جودة الخدمات المصرفية، وتطوير التعاونات المشتركة مع الشركاء التجاريين.
- تحسين جودة حياة المواطنين من خلال التعاون والتكامل مع إدارة المدن والشركات ذات الصلة مع احترام التقاليد والمعتقدات والأعراف المحلية.
- خلق علامة تجارية موثوقة من خلال تقديم خدمات متنوعة ومبتكرة لتلبية احتياجات وتوقعات العملاء والشركاء التجاريين، وإنشاء علاقات طويلة الأمد ومستدامة.
- تحقيق ميزة تنافسية من خلال الإدارة الخضراء، والاستخدام الأمثل للموارد الطبيعية والطاقة، والالتزام بمنع التلوث البيئي وفقًا للمتطلبات القانونية.
- الالتزام بالحفاظ على صحة الموظفين وتقليل الحوادث المتعلقة بالموارد البشرية من خلال تحديد وتقييم ومراقبة المخاطر المتعلقة بالعمل وإدارة المخاطر.
- تطوير رأس المال البشري المعتمد على المعرفة من خلال التخطيط، والترقيات القائمة على الجدارة، ومشاركة الموظفين بهدف خلق الحافز والرضا كأكثر الأصول قيمة للبنك.
- توفير خدمات موثوقة وآمنة بناءً على تقنيات مبتكرة لقطاعات العملاء المختلفة.
- تحديد وإدارة المخاطر الخاصة بالأنشطة والعمليات لزيادة احتمال تحقيق الأهداف وضمان الثقة والاطمئنان لأصحاب المصلحة.

## الخدمات

### الودائع
- ودائع خاصة طويلة وقصيرة الأجل
- استثمار قصير الأجل
- وديعة القرض الحسن الجاري
- ربح الوديعة الاستثمارية

### القروض والالتزامات[17]
- خطة قرض مدينة الصحة
- خطة قرض شاهرير الحضرية
- حزمة ائتمان خاصة لتبادل السلع
- خطة قرض للمكلفين بالضرائب البلدية
- خطة خاصة للتجار الذين يستخدمون قارئ البطاقات
- حزمة ائتمان خاصة لسوق الأوراق المالية
- إصدار شهادة ائتمان (سندات GAM)
- خطة الصحة
- قروض أساتذة المدينة
- خطة قرض شراء العقارات بالتقسيط
- قرض القرض الحسن
- البيع بالتقسيط
- عقد القرض (جا‘لة)
- قرض الشراكة
- قرض المضاربة
- شراء الديون
- الضمانات وإصدار أنواع مختلفة
- خطابات الاعتماد بالريال الداخلي

### ودائع العملات الأجنبية[17]
- شراء وبيع العملات وصرفها
- تحويلات العملات الأجنبية
- خطابات الاعتماد
- ضمانات العملات الأجنبية
- قروض التمويل وإعادة التمويل
- العلاقات الوساطة
- فروع العملات الأجنبية
- سويفت

### خدمات أخرى[17]
- خدمات خاصة
- استمارات مصرفية
- قانون الشيكات الجديد
- بوابة الخدمات التنظيمية الجديدة
- دليل خدمات مصرفية
- صناديق الأمانات
- استعلام الضمانات
- نظام استعلام شهادة الجدارة المالية

## الخدمات المصرفية الإلكترونية

### وصول شهر
- الخدمات المصرفية عبر الإنترنت
- سيتي موبايل بلس
- نظام الحسابات المودعة
- شركة يار
- باكت
- بورسير
- رامزانيت
- NFC
- الخدمات المصرفية عبر الإنترنت للجوال
- تطبيق سيتيمان
- الخدمات المصرفية الهاتفية (87611)
- خدمات الرسائل القصيرة المصرفية
- خدمات الإنترنت المصرفية لبنك روشانده

### مكتب الاستقبال شهر
- مكتب الاستقبال شاهرنت
- VTM (آلة الخدمات الذاتية المصرفية)
- الإيداع الذاتي
- ماكينة الصرف الآلي
- أوتوبنك
- نقاط البيع (POS)
- جهاز PIN لفرع نقاط البيع
- الصرف الإلكتروني

### بطاقة شهر
- بطاقة المواطن (دفع المدينة)
- بطاقة نقدية
- بطاقة هدية
- بطاقة قسيمة
- بطاقة برسيبوليس
- بطاقة ائتمان
- بطاقة شاتوت
- بطاقة المطالبات التأمينية
- بطاقة العائلة
- بطاقة الراتب
- بطاقة الشيكات
- بطاقة النقود الصغيرة

### بوابة دفع شهر
- بوابة الدفع الإلكترونية
- بوابة الدفع عبر الإنترنت
- تتبع المعاملات غير الناجحة
- حساب SHBA
- نصائح أمان الخدمات المصرفية الإلكترونية
- SATNA و PAYA
- شهادة الرموز (التوقيع الرقمي)

### استعلام رمز شهاب
- استعلام رمز شهاب

## التوحيد
بنك شهر، بالنظر إلى متطلبات معايير نظام إدارة الجودة الدولية بناءً على ISO 9001، ونظام إدارة شكاوى العملاء بناءً على ISO 10002، ونظام إدارة البيئة بناءً على ISO 14001، ونظام إدارة التدريب بناءً على ISO 10015، قد وضع تحقيق ركائز هذه المعايير كهدف رئيسي له.

## المسؤولية الاجتماعية
ساهم البنك في إتمام مشاريع حضرية في طهران، مثل طريق الإمام علي، وجسر صدر العلوي، ونفق نيايش، وتطوير خطوط السكك الحديدية في المدن الكبرى، بما في ذلك الخطوط ۶ و ۷ من مترو طهران، جميعها تم إتمامها بدعم من البنك. بالإضافة إلى ذلك، قدم البنك خدمات مصرفية للحجاج الإيرانيين في العراق وفي معرض طهران الدولي للكتاب وفي جميع محافظات إيران الـ۲۹، وكذلك إصدار بطاقات قسائم افتراضية لاستخدامها مع "ميدان-الاتصالات القريبة"، وهي من الخدمات الاجتماعية الهامة التي قدمها البنك. كان بنك شهر أيضًا راعي مهرجان التراث الثقافي المتعدد الوسائط الوطني الثاني في قزوين.

## المهرجانات والجوائز
- في مهرجان "بنك المفضل لدي" الثامن، فاز بنك شهر بلقب ثاني أكثر بنك شعبي بين البنوك الخاصة والعامة بناءً على تصويت الجمهور.[22]
- حصل على أعلى جائزة مسؤولية اجتماعية في ٢٠٢٤.[23]
- حصل على جائزة التمثال الذهبي في المؤتمر الوطني السابع للمسؤولية الاجتماعية وثقافة المنظمات في ٢٠٢٤.[24]
- حصل على المركز الثاني بين البنوك المدرجة من حيث رأس المال.[25]

## المعرض
- فرع من فروع بنك شهر
- فرع ذكي من فروع بنك شهر
- منظر داخلي لأحد فروع بنك شهر
- قاعة الشهرة لبنك شهر
- بلدية طهران، كإحدى المساهمين في بنك شهر

## الروابط الخارجية
- الموقع الرسمي لبنك شهر
- الموقع الرسمي للبنك المركزي للجمهورية الإسلامية الإيرانية نسخة محفوظة 9 يوليو 2020 على موقع واي باك مشين.
- خدمات مبتكرة من بنك شهر
- الأنشطة في قطاع الصرف الأجنبي
- إصدار بطاقات بنكية من بنك شهر للأجانب